# 張六翮
張六翮，湖北省漢陽府沔陽州人，清朝政治人物、同進士出身。
光緒十二年（1886年），参加光緒丙戌科殿試，登進士三甲153名。同年五月，著主事分部学习。